# Vaillantodes ypsilon
Vaillantodes ypsilon är en tvåvingeart som beskrevs av Wagner och Andersen 2007. Vaillantodes ypsilon ingår i släktet Vaillantodes och familjen fjärilsmyggor.
Artens utbredningsområde är Tanzania. Inga underarter finns listade i Catalogue of Life.